# Club Deportivo Quintero Unido
Il Club Deportivo Quintero Unido è una società calcistica cilena, con sede a Quintero. Milita nella Tercera División, la cuarta serie del calcio cileno.

## Storia
Fondato nel 1962, non ha mai vinto trofei nazionali.

## Giocatori celebri
- Víctor Cabrera